# Péndulo de segundos

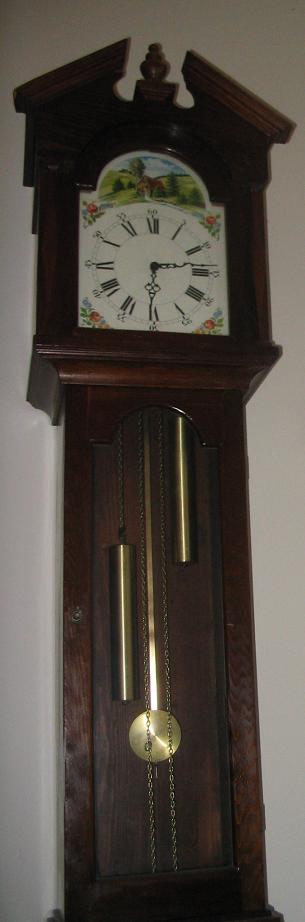
Reloj con un péndulo de segundos.

Un péndulo de segundos es un péndulo cuyo periodo es, precisamente, dos segundos; un segundo para la oscilación en una dirección y un segundo para la oscilación de retorno. 
En la gravedad estándar su longitud es de 0,994 m. Esta longitud se determinó (en toesas) por Marin Mersenne en 1644. En 1660, la Royal Society propuso que fuese la unidad estándar de longitud. En 1675 Tito Livio Burattini propuso que se le diera el nombre de meter (medidor). En 1790, un año antes de que el metro fuera finalmente definido sobre la base de un cuadrante de la Tierra, Talleyrand propuso que el metro fuese la longitud del péndulo de segundos, a una latitud de 45°.
En 1670 el péndulo de segundos fue empleado por William Clement, en su versión mejorada del reloj de péndulo original de Christian Huygens, creando un reloj de pared que podía marcar segundos.
En 1855 la yarda británica se definió como una fracción de la longitud del péndulo de segundos.

## Determinación de la longitud del péndulo
{\displaystyle T=2\pi {\sqrt {\frac {l}{g}}}}.
La longitud necesaria del péndulo es, pues, una función de la duración de una onda media {\displaystyle T_{1/2}}
{\displaystyle l=g\left({\frac {T_{1/2}}{\pi }}\right)^{2}}.
Con {\displaystyle T_{1/2}=1\ \mathrm {s} } y {\displaystyle g=9{,}81\ \mathrm {\frac {m}{s^{2}}} } así que {\displaystyle l=0{,}994\ \mathrm {m} }.